# Artemisaphis
Artemisaphis är ett släkte av insekter. Artemisaphis ingår i familjen långrörsbladlöss.
Kladogram enligt Catalogue of Life:
| Artemisaphis | \| \| Artemisaphis artemisicola \| \| \| \| \| \| Artemisaphis longicauda \| \| \| \| |
|              | \| \| Artemisaphis artemisicola \| \| \| \| \| \| Artemisaphis longicauda \| \| \| \| |
|              | Artemisaphis artemisicola                                                             |
|              |                                                                                       |
|              | Artemisaphis longicauda                                                               |
|              |                                                                                       |